# 標的暗視装置 Zielgerät 1229

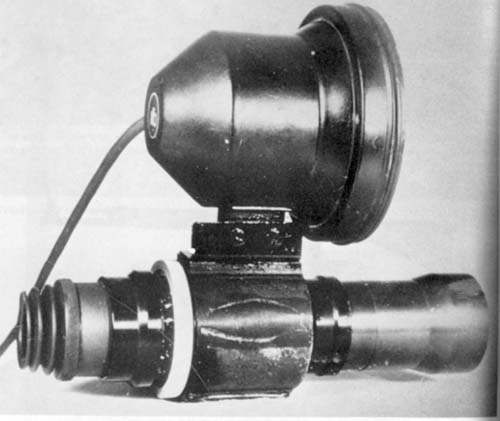
Zielgerät ZG 1229 ヴァンピール

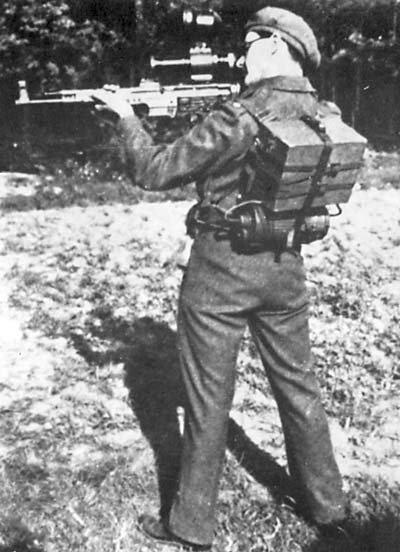
Zielgerät ZG 1229 ヴァンピール の使用法を演じる英兵

標的暗視装置ツィールゲラート 1229（ひょうてきあんしそうちツィールゲラート 1229、ZG 1229 Vampir  (ZG 1229)）はコードネーム ヴァンピール（Vampir）として知られている、主に夜間使用を目的として、第二次世界大戦中にドイツ国防軍が Sturmgewehr 44 アサルトライフル用に開発した赤外線発光式標的暗視装置である。
C.G. Haenel社で設計され、少数が東部戦線（独ソ戦）に投入された。この装置は重く、装置自体と背負子に納める電池をあわせて15kgであった。これを携行する兵士はナハトイェーガー（夜間猟兵）と呼ばれた。

## 設計
ZG 1229 Vampirの重量は2.25キログラムで、兵器設計会社であるズール市のC.G. Haenel 社でStG44突撃銃に取り付けられた。照準器と赤外線スポットライトのほか、13.5キログラムの赤外線発光照射ランプ用木製ケース入り電池と、ガスマスク容器の中に装着された画像変換用の2個目の電池があった。これをすべて背負子のTragegestell 39に縛り付けていた。赤外線照射装置は、従来のタングステン光源に赤外線のみを透過するフィルターを通す設計であった。センサーは熱赤外ではなく近赤外光で作動するため、体温に影響されなかった。

## 実戦での使用
装置は1945年2月に初めて実戦で使用された。 しかし、小火器用赤外線標的暗視装置の導入は1944年初頭から始まっていた。戦争末期には310台がドイツ国防軍に納入された。独ソ戦の退役軍人の報告によると、狙撃兵は夜間、ライフル銃に取り付けた「独特の光らない懐中電灯と巨大な光学照準器の組み合わせ」を使って射撃を行っていた。同様の赤外線装置が MG34とMG42機関銃の両方に取り付けられた。